# Grand Prix Achille Le Bel
Der Grand Prix Achille Le Bel der französischen chemischen Gesellschaft (Société Chimique de France, SCF) wird jährlich für international anerkannte herausragende Leistung vergeben. Die Preisträger müssen Mitglieder der SCF sein. Er ist ein Grand Prix der SCF. Er wird jährlich an maximal zwei Personen verliehen und ist nach Joseph Achille Le Bel benannt, der als einer der Pioniere der Stereochemie gilt.
Es gab schon vor 1976 einen Prix Le Bel der SCF.

## Preisträger ab 1976
- 1976 Bertrand Castro
- 1977 Edmond Toromanoff
- 1978 René Hugel
- 1979 Pierre Sinaÿ
- 1980 Jean-François Biellmann
- 1981 Jean Riess
- 1982 Henry-Philippe Husson
- 1983 Paul Caubère
- 1984 Gérard Bricogne
- 1985 Robert Corriu
- 1986 Christian Vidal
- 1987 Robert Carrié
- 1988 Jacqueline Seyden-Penne
- 1989 Pierre Duhamel
- 1990 Jean Normant
- 1991 Odile Eisenstein
- 1992 Guy Solladié
- 1993 Armand Lattes
- 1994 Andrée Marquet
- 1995 Jean-Claude Jacquesy
- 1996 Jean Villieras
- 1997 Francis Garnier
- 1998 John Osborn
- 1999 Jean-Claude Chottard
- 2000 Didier Astruc, Pierre H. Dixneuf
- 2001 Jean-Yves Lallemand
- 2002 Jean-Yves Saillard
- 2003 Jean-Pierre Majoral
- 2004 Jean-Pierre Genet
- 2005 Alain Gorgues
- 2006 Charles Mioskowsky
- 2007 Marc Lemaire, Bernard Meunier
- 2008 Andew Greene
- 2009 Janine Cossy
- 2010 Guy Bertrand, Marie-Claire Hennion
- 2011 Marc Fontecave
- 2012 Samir Zard
- 2013 Anny Jutand, Joël Moreau
- 2014 Max Malacria
- 2015 Serge Cosnier
- 2016 Christian Bruneau, Mir Wais Hosseini
- 2017 Philippe Walter
- 2018 Antoine Baceiredo
- 2019 Patrick Couvreur
- 2020 Éva Jakab Tóth
- 2021 Anne-Marie Caminade
- 2022 Angela Marinetti, Marc Fourmigué
- 2023 Rinaldo Poli, Philippe Poulin
- 2024 Mireille Blanchard-Desce